# Satonda
Satonda (in indonesiano: Pulau Satonda) è una piccola isola disabitata, situata poco a nord di Sumbawa, che fa parte dell'arcipelago indonesiano delle  Piccole Isole della Sonda.
Amministrativamente è parte della provincia di Nusa Tenggara Occidentale.